# Джонни, будь хорошим
«Джонни, будь хорошим» (англ. Johnny Be Good) — американская кинокомедия Бада С. Смита 1988 года. В фильме приняли участие Энтони Майкл Холл, Роберт Дауни-младший, Пол Глисон и Ума Турман.
Название фильма отсылает к песне Чака Берри «Johnny B. Goode». В фильме кавер на эту песню исполнила группа Judas Priest, позже музыканты выпустили его на своём альбоме Ram It Down (1988).

## Сюжет
Джонни Уокер — лучший квотербек среди школьных футбольных команд. Школьные времена заканчиваются и Джонни предстоит выбрать университет, в котором он будет продолжать своё обучение. Любой университет хотел бы заполучить к себе такого студента. Только одним своим появлением в университетской футбольной команде он поднимет её уровень. По этой причине различные университеты посылают к Джонни своих агентов с целью завлечь его к себе.
Техасский университет отправляет за Джонни частный самолёт, а на месте его пытается соблазнить жена владельца этого учебного заведения. Джонни возят и в Калифорнийский университет. Некоторые учебные заведения пытаются влиять на него через других людей. Например, Пирмонтский университет выходит на школьного тренера Хислера. От того требуют повлиять на Джонни и склонить к поступлению в Пирмонт, а за это они устроят Хислера на работу к себе. Техасский университет покупает огромное количество рыболовных крючков, которые мастерит дед Джонни, чтобы влиять на него таким образом.
У Джонни есть друг Лео, который советует ехать учиться в Калифорнию, ведь в этом случае он тоже поедет с ним туда. Ещё у Джонни есть девушка Джорджия, которая рассчитывает, что Джонни пойдёт учиться в местный университет, чтобы они могли учиться вместе. Джонни посещает местный университет, но там никаких поблажек и льгот ему не предлагают, а лишь обещают хорошее образование. Джонни не уверен, куда он хочет пойти поступать. Соблазняясь различными предложениями, похвалами и всеобщим вниманием, он начинает запутываться.
В какой-то момент против Джонни устраивают провокацию и тот попадает в тюрьму по обвинению в изнасиловании. Лео предлагает обратиться за помощью в Калифорнийский университет, но тогда нужно будет ехать туда учиться, а тренер Хислер предлагает помощь от Пирмонтского университета. На пресс-конференции Джонни объявляет, что отклоняет все предложения. Он хорошо играет в футбол, но не хочет особого отношения для себя из-за этого. За ситуацией вокруг Джонни всё это время наблюдал следователь из ассоциации студенческого спорта, который тут же объявил, что самые злостные вербовщики предстанут перед судом. Начинается массовая драка. Джонни решает поступать в местный университет.

## В ролях
- Энтони Майкл Холл — Джонни Уокер
- Роберт Дауни-младший — Лео Уиггинс
- Пол Глисон — тренер Уэйн Хислер
- Ума Турман — Джорджия Элканс
- Стив Джеймс — тренер Сандерс
- Сеймур Кассел — Уоллес Гибсон
- Дженнифер Тилли — Конни Хислер
- Маршалл Белл — шеф полиции Элканс
- Дебора Мэй — миссис Уокер
- Джордж Холл — дедушка Уокер
- Роберт Дауни-старший — следователь NCAA Флойд Гандольфини

## Рецензии
Фильм был плохо принят критиками. На сайте Rotten Tomatoes у него 0 % свежести на основе 15 рецензий. По мнению кинокритика Роджера Эберта в фильме нет нормального сценария, а то, что мы видим, похоже на какие-то наброски или черновик. Персонажи в фильме совершенно не прописаны. Эберт задаётся вопросом, почему во время создания фильма никто не обратил на всё это внимания. По его мнению, людям сделавшим этот фильм должно быть стыдно. Эберт поставил ему половину звезды из четырёх. Хэл Хинсон из The Washington Post не понимает, зачем на роль звезды подросткового футбола взяли Энтони Майкла Холла у которого вообще другой типаж и амплуа. В прошлых своих фильмах он обычно играл гиковатых персонажей. В ретроспективной рецензии сайт Blu-ray.com отмечает, что хотя сам фильм и плохой, но для любителей кино он может быть интересен из-за хороших актёров.